# دوايت أ. يورك
دوايت أ. يورك هو سياسي أمريكي، ولد في 25 نوفمبر 1939. نشط حزبياً في الحزب الجمهوري. وقد انتخب عضو جمعية ولاية ويسكونسن ‏.